# Ramón María del Valle-Inclán
Pour les articles homonymes, voir Del Valle et Inclán.
 (janvier 2010).
Si vous disposez d'ouvrages ou d'articles de référence ou si vous connaissez des sites web de qualité traitant du thème abordé ici, merci de compléter l'article en donnant les références utiles à sa vérifiabilité et en les liant à la section « Notes et références ».
Œuvres principales
Lumières de bohème
Ramón José Simón Valle-Inclán Peña, connu comme Ramón María del Valle-Inclán, né le 28 octobre 1866 à Vilanova de Arousa (Galice) et mort le 5 janvier 1936  à Saint-Jacques-de-Compostelle (Galice), est un dramaturge, poète et romancier espagnol. Il fait partie du mouvement moderniste en Espagne et fut proche, dans ses dernières œuvres, de l'âme de la Génération de 98 ; il est considéré comme un auteur clef de la littérature espagnole du XXe siècle.
Selon l'ancien ambassadeur des États-Unis d'Amérique, Valle-Inclán, que l'on surnommait volontiers "l'Anatole France espagnol" était un conteur fascinant, porté à la satire et dont les romans sur la vie à la cour d'Isabelle II n'avaient pas peu contribué à discréditer la dynastie.

## Biographie

### Naissance
Ramón est fils de l’écrivain Ramon Valle-Inclán Bermúdez et de Dolores de la Peña y Montenegro, tous deux de famille noble mais ayant de graves problèmes financiers. Il a emprunté son nom de plume à un célèbre ancêtre familial.

### Formation et début littéraire
Pendant son enfance, il étudie avec l’aide de son père. Puis il étudie le baccalauréat au Lycée de Pontevedra jusqu’en 1888. Pendant ce temps, Jesús Muruáis l’influence sur le plan  littéraire. En septembre 1888, l’auteur s’inscrit en Droit parce que son père l’y oblige. Mais il fréquente plus les cafés et les cercles littéraires que les salles de cours. La visite de Zorrilla à l’Université pour y donner une conférence éveille sa vocation littéraire. 
En 1890, son père meurt, Ramón abandonne ses études et déménage à Madrid où il commence ses collaborations dans les journaux. Il écrit des contes et des articles.

### Premier voyage au Mexique
En 1892, Valle Inclán voyage au Mexique, il habite à Veracruz et à Mexico. Là, il collabore aux journaux El Veracruzano Libre et El Universal où il publie plusieurs récits. Là, il adopte le nom de Valle Inclán et il entre en contact avec le Modernisme. Puis il visite Cuba et il revient en Galice en 1893.

### Retour en Espagne
Pendant son séjour à Pontevedra, il se lie d’amitié avec Jesus Muruáis, dans la bibliothèque duquel il peut lire les écrivains européens de l’époque. Il publie en 1894 son premier livre de récits : Femeninas. À cette époque, Valle Inclán adopte la tenue vestimentaire des jeunes écrivains français : une cape, un chapeau et surtout une longue barbe.

### Vie de bohème à Madrid
En 1896 l’écrivain revient à Madrid. Là, il mène une vie de bohème, fréquente les cercles littéraires et les tertulias et connait de sérieuses difficultés économiques. Il se  lie d’amitié avec d’autres écrivains : Jacinto Benavente, Pío et Ricardo Baroja, Azorín… En 1897 son deuxième livre, Epitalamio est publié sans succès. En 1899 Valle Inclán se dispute avec l’écrivain Manuel Bueno, son bras s'infecte et doit être amputé. Cette même année, il donne la première représentation de sa première pièce de théâtre, Cenizas. Les Sonatas se publient entre 1902 et 1905. Ces romans constituent l’exemple le plus célèbre de prose moderniste dans la littérature espagnole.
Il participe à diverses revues , dont La Ilustración Artística, La España Moderna, ou encore Alma Española, dans laquelle il publie un article autobiographique, fin 1903.
En 1907, le romancier se marie avec Josefina Blanco. Ils auront six enfants. Entre 1909 et 1911, il appartient au parti carliste et se présente aux élections, mais n'obtient pas de siège de député. En 1910, il voyage avec son épouse en Amérique latine avec une compagnie théâtrale. Pendant la Première Guerre mondiale, l’écrivain appuie les Alliés et est invité par le gouvernement français à visiter le front. Il tire de cette expérience son ouvrage La media noche. Visión estelar de un momento de guerra (1917).
En 1916, l'auteur galicien est nommé titulaire de la chaire d’esthétique à l’Académie de San Fernando. Pendant les années 1920, il soutient la République et s’oppose à la Dictature. Comme républicain, il travaille comme représentant du Gouvernement, mais il démissionne toujours. À cette époque, il écrit le roman Tirano Banderas (1926), et les pièces de théâtre Lumières de Bohème (Luces de Bohemia, 1920 et 1924) et Martes de Carnaval (1930).

### Décès
En 1932 Ramón divorce de Josefina, et en 1935 il se retire à Saint-Jacques-de-Compostelle. Là, il entre à l’hôpital où il meurt d'un cancer le 5 janvier 1936.
Il est inhumé au cimetière de Boisaca à Saint-Jacques-de-Compostelle.

## Œuvre

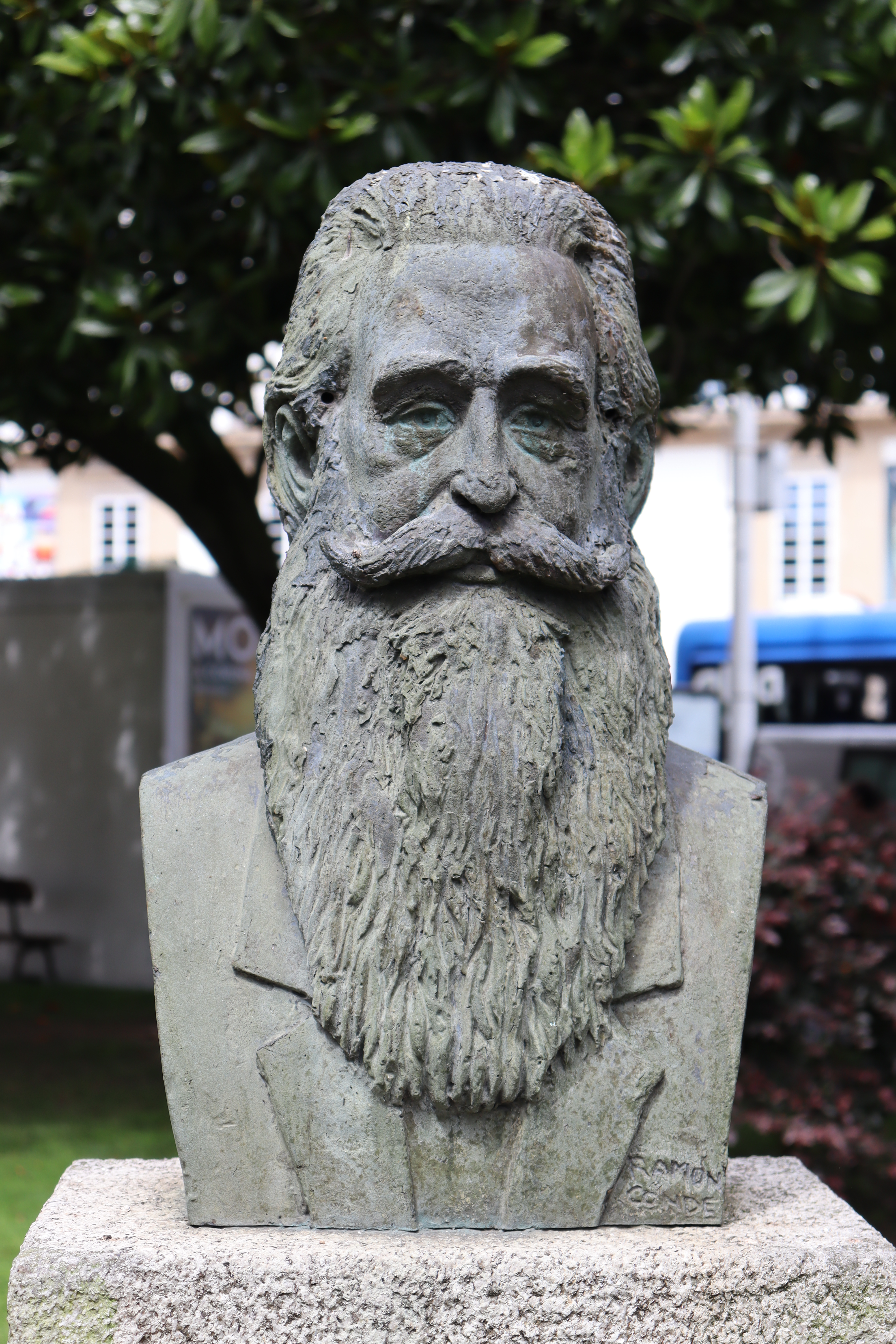
Buste de Valle-Inclán à La Corogne (Galice, Espagne).

L’écrivain cultive les trois grands genres traditionnels : le genre narratif, le genre lyrique et le théâtre, mais il rejette le roman et le théâtre traditionnels. Son passage du modernisme à l’épouvantail (esperpento), un nouveau genre littéraire qu’il invente, est progressif.
Son premier succès est les Sonatas (entre 1902-1905). Les trois romans de la Guerre Carliste Los cruzados de la causa (1908), El Resplandor de la Hoguera (1909) et Gerifaltes de Antaño (1909) a un style plus simplifié sans les ornements modernistes.
Tirano Banderas (1926) inaugure la transformation du modernisme en épouvantail. Avec Ruedo Ibérico, il se moque de la  cour d’Isabelle II, mais il meurt avant d'avoir achevé l'œuvre.
Las Comedias Bárbaras sont en rupture avec le théâtre de l’époque, elles ont pour thème la Galice, la féodalité et le surnaturel magique. Luces de Bohemia (1926), Los Cuernos de don Friolera (1921), Las galas del difunto (1926) et La Hija del Capitán (1927) sont des œuvres de l’"épouvantail".
L’épouvantail (esperpento) est une nouvelle manière de voir le monde, un nouveau genre littéraire. C’est une déformation grotesque de la réalité pour présenter l’image d’une Espagne rude et provinciale. Valle-Inclán humanise les objets et les animaux, et il animalise les humains.  Les personnages sont des marionnettes que l’écrivain meut. L’épouvantail est une  conception moderne de la tragédie.

### Romans
- La cara de Dios (1900, en fascicules) .
- Sonata de Otoño (1902).
- Sonata de Estío (1903).
- Sonata de Primavera (1904).
- Flor de Santidad (1904).
- Sonata de Invierno (1905).
- Série La Guerra Carlista : Los Cruzados de la Causa (1908), El Resplandor de la Hoguera (1909) et Gerifaltes de Antaño (1909).
- Una Tertulia de Antaño (1909).
- En la Luz del Día (1917, publicada en El Imparcial).
- Tirano Banderas (1926).
- Fin de un revolucionario. Aleluyas de la Gloriosa (1928).
- Série El ruedo ibérico : La Corte de los milagros (1927), ¡Viva mi dueño! (1928), Baza de espadas: vísperas septembrinas (1932, incomplète) et El trueno dorado (1936, fragment).

### Récits
- Femeninas (1895).
- Epitalamio (1897).
- Corte de Amor (1903).
- Jardín Umbrío (1903).
- Jardín Novelesco (1905).
- Historias Perversas (1907).
- Corte de Amor. Florilegio de Honestas y Nobles Damas (1908).
- Cofre de Sándalo (1909).

### Théâtre
- Cenizas (1899).

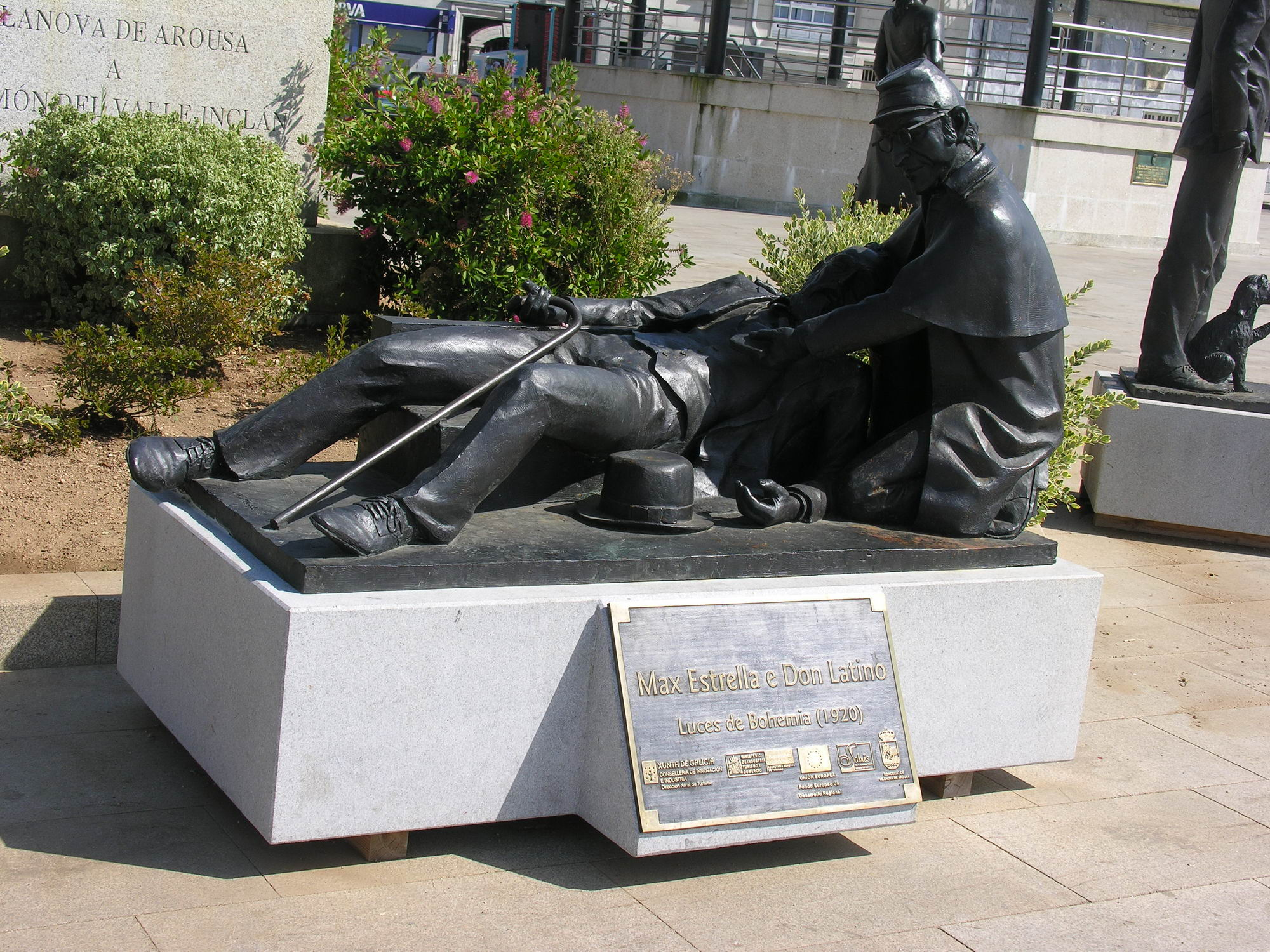
Statue de deux personnages de Luces de Bohemia, à Vilanova de Arousa, ville natale de Valle Inclán.

- Série Comedias bárbaras : Águila de blasón (1907), Romance de lobos (1908) et Cara de plata (1923).
- El marqués de Bradomín. Coloquios románticos (1907).
- El yermo de las almas (1908).
- Cuento de abril (1910).
- La cabeza del dragón (1910).
- Voces de gesta (1911).
- El embrujado (1912, 1913).
- La marquesa Rosalinda (1912).
- Divinas palabras. Tragicomedia de aldea (1919).
- Luces de bohemia (1920).
- Farsa de la enamorada del rey (1920).
- Farsa y licencia de la Reina Castiza (1920).
- Los cuernos de don Friolera (1921, 1925).
- ¿Para cuándo son las reclamaciones diplomáticas? (1922).
- La rosa de papel (1924).
- La cabeza del Bautista (1924).
- Tablado de marionetas para educación de príncipes (1926).
- El terno del difunto (1926).
- Ligazón. Auto para siluetas (1926).
- La hija del capitán. Esperpento (1927).
- Sacrilegio. Auto para siluetas (1927).
- Retablo de la avaricia, la lujuria y la muerte (1927).
- Martes de carnaval. Esperpentos (1930).

### Poésies
- Aromas de leyenda (1907).
- La pipa de kif (1919).
- El pasajero. Claves líricas (1920).
- Claves líricas (1930, recoge toda su poesía).

### Autres genres
- Las mieles del rosal (1910, anthologie de contes).
- La lámpara maravillosa (1916, essai).
- La medianoche. Visión estelar de un momento de guerra (1916, chroniques).
- Flores de almendro (1936, recueil de contes).

#### Œuvres en traduction française
- Tréteau de marionnettes, traduction de Robert Marrast, Paris, Éditions Gallimard, 1971
- Tirano Banderas, traduction de Claude Fell, (Réed.) Paris, Éditions Point Seuil, 1991
- Sonates : mémoires du marquis de Bradomín, traduction par Anthony Bellanger, Paris, Exils, 2003
- La Guerre carliste (Les Croisés du Roi, La lueur du brasier, Comme un vol de gerfauts...), traductions de Bernard Sesé et Maurice Lacoste, (Réed.), Paris, Éditions Sillage, 2008
- Comédies barbares suivi de Divines paroles, traductions par Armando Llamas et Jean-Marie Broucaret, Arles, Actes Sud-Papiers, 2008
- Un jour de guerre vu des étoiles / Un día de guerra (Visión estelar), traduit et préfacé par François Géal, Paris, Gallimard (Folio bilingue), 2014
- Sonates, mémoires du marquis de Bradomín et autres textes inédits, nouvelle traduction et édition critique (préface et notes) de Annick Le Scoëzec Masson, Paris, Classiques Garnier, 2014
- Lumières de Bohème ; Carnaval de Mars, présentation et traduction de Serge Salaün, Grenoble, ELLUG, 2015
- Adega, histoire millénaire, roman traduit et postfacé par Annick Le Scoëzec Masson, Éditions Circé, 2018

## Postérité

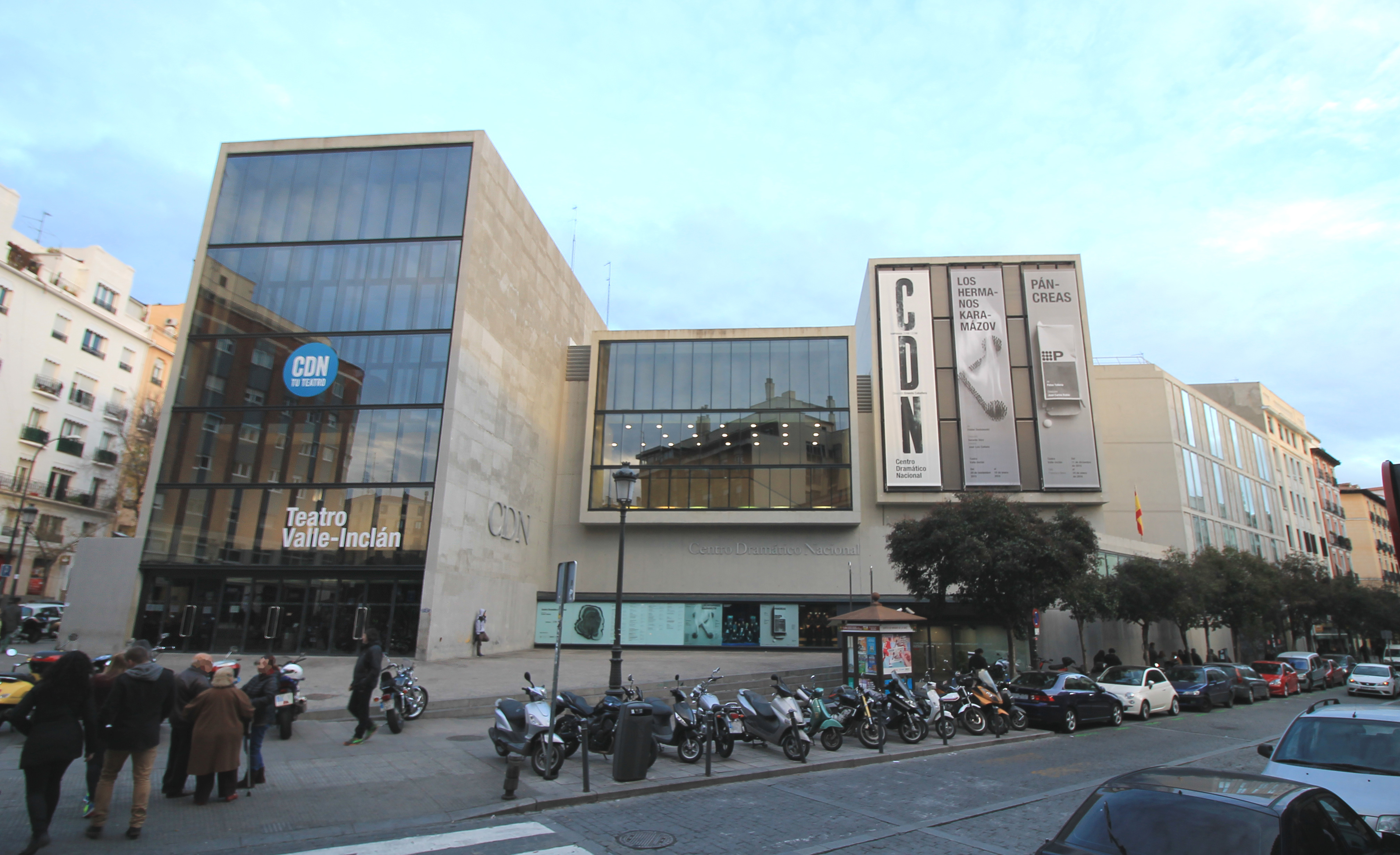
Le théâtre Valle-Inclán de Madrid, œuvre de l'architecte Ángela García de Paredes (2006).

- Le théâtre Valle-Inclán de Madrid, œuvre de l'architecte Ángela García de Paredes[4], est nommé en sa mémoire[5].